# Тимофеев, Григорий Тимофеевич (военачальник)
Григорий Тимофеевич Тимофеев (1900 — 1954) — советский военачальник, генерал-майор (1940 год).

## Начальная биография
Родился 10 ноября 1900 года в Орле.

## Военная служба

### Гражданская войны
В августе 1918 года вступил в ряды РККА, после чего был направлен красноармейцем в 1-й Советский стрелковый полк, а затем на учёбу на Орловские и 1-е Тверские кавалерийские курсы комсостава, после чего принимал участие в боевых действиях на Южном фронте и против повстанцев на юге Украины, находясь на должностях командира взвода и помощника командира эскадрона 2-го кавалерийского полка войск внутренней службы, командира 15-го отдельного Омского эскадрона, командира 1-го кавалерийского полка (отдельная кавалерийская бригада войск внутренней службы Южного фронта), командира взвода 4-х Орловских кавалерийских курсов и командира эскадрона 6-х Кирсановских кавалерийских курсов.

### Межвоенное время
В мае 1922 года был назначен на должность начальника пулемётной команды 6-х Кирсановских, а затем 7-х Сторожиловских кавалерийских курсов, в июле 1923 года — на должность командира взвода отдельного эскадрона в составе 6-й и 19-й стрелковых дивизий, а в сентябре 1924 года — на должность командира взвода 61-го кавалерийского полка (1-я отдельная особая бригада). С ноября 1927 года служил в 63-м кавалерийском полку на должностях начальника химической службы, командира эскадрона, помощника начальника штаба и начальника штаба полка и временно исполняющего должность командира полка.
После окончания вечернего отделения Военной академии имени М. В. Фрунзе в октябре 1935 года Тимофеев был назначен на должность начальника оперативной части штаба 30-й кавалерийской дивизии, а в августе 1937 года — на должность командира 98-го кавалерийского полка (25-я кавалерийская дивизия).
После окончания курсов штабных командиров при Академии Генштаба РККА в январе 1939 года был назначен на должность командира 12-й кавалерийской дивизии, а в марте 1941 года — на должность командира 103-й моторизованной дивизии (Северокавказский военный округ).

### Великая Отечественная война
С началом войны Тимофеев находился на прежней должности. В июле дивизия была включена в состав 24-й армии, после чего заняла оборону на восточном берегу Днепра северо-западнее Вязьмы. В том же месяце Тимофеев был назначен на должность командира 27-й кавалерийской дивизии, формировавшейся в Ростове-Ярославском. В середине сентября дивизия была направлена на волховское направление Ленинградского фронта, где до середины октября вела оборонительные боевые действия, прикрывая левый фланг 54-й армии. В октябре дивизия была включена в состав 4-й армии, после чего ей было поставлена задача вести оборону на восточном берегу Волхова, прикрывая подходы к Тихвину, но в сроки прибыть в указанный срок дивизия не смогла, за что генерал-майор Тимофеев был освобождён от занимаемой должности и назначен на должность командира 1-й гренадерской бригады, после чего принимал участие в боевых действиях от Тихвина до реки Волхов.
17 января 1942 года генерал-майор Тимофеев был назначен на должность командира 11-го кавалерийского корпуса (Калининский фронт), который принимал участие в ходе контрнаступления под Москвой, в Ржевско-Вяземской и Сычёвско-Вяземской наступательных операций, в ходе которых корпус совершал глубокие рейды по тылам противника западнее Вязьмы, где нарушал коммуникации и сковывал силы противника. Однако генерал-майор Тимофеев требовал от командующего фронта вывода его из тыла, ссылаясь на нехватку фуража, продовольствия и боеприпасов. В мае того же года приказом командующего Калининского фронта генерал-майор Тимофеев был освобождён от занимаемой должности и в декабре назначен был назначен на должность инспектора кавалерии Закавказского фронта. Короткое время, с 12 по 20 ноября 1942 года — заместитель командующего Конной армией, которая начала формироваться на Закавказском фронте для глубокого прорыва в дальний немецкий тыл, после отмены решения о её создании вернулся на прежнюю должность.
С марта 1944 года — на должности инспектора кавалерии 2-го Белорусского фронта, а с конца апреля того же года исполнял должность заместителя командира 15-го кавалерийского корпуса, дислоцировавшегося в Тебризе (Иран).
В марте 1945 года был назначен на должность заместителя командира 4-го гвардейского Кубанского казачьего кавалерийского корпуса, принимавшего участие в ходе Братиславско-Брновской операции, а затем после форсирования рек Нитра и Морава и преодоления Западных Карпат участвовал в освобождении городов Трнава и Брно. За образцовое выполнение боевых заданий при освобождении города Трнава корпус был награждён орденом Кутузова II степени. В мае корпус участвовал в Пражской наступательной операции.

### Послевоенная карьера
После окончания войны Тимофеев находился на прежней должности. В декабре 1946 года был назначен на должность военного комиссара Ульяновского, а в мае 1950 года — Воронежского областных военных комиссариатов.
Генерал-майор Григорий Тимофеевич Тимофеев в декабре 1951 года вышел в отставку. Умер 27 февраля 1954 года. Похоронен в Воронеже на Коминтерновское кладбище.

## Награды
- орден Ленина (21.02.1945[2]);
- три ордена Красного Знамени (в том числе 03.11.1944[2], 1949[2])
- орден Отечественной войны I степени (22.02.1943);
- Медали.